# Caussade
Caussade település Franciaországban, Tarn-et-Garonne megyében. Lakosainak száma 6858 fő (2022. január 1.). Caussade Bioule, Cayriech, Lapenche, Montalzat, Monteils, Montricoux, Réalville, Saint-Cirq, Saint-Vincent-d'Autéjac és Septfonds községekkel határos.

## Népesség
A település népességének változása:
| Lakosok száma | 6753 | 6841 | 7212 | 6863 | 6835 | 6808 | 6819 | 6804 | 6858 |
|               | 2013 | 2015 | 2016 | 2017 | 2018 | 2019 | 2020 | 2021 | 2022 |